# Ceratinella diversa
Ceratinella diversa är en spindelart som beskrevs av Chamberlin 1948. Ceratinella diversa ingår i släktet Ceratinella och familjen täckvävarspindlar. Inga underarter finns listade i Catalogue of Life.